# Креатинкиназа
Креатинкиназа (креатинфосфокиназа, КФК) — это фермент, катализирующий образование из АТФ и креатина высокоэнергетического соединения креатинфосфата, который расходуется организмом при увеличенных физических нагрузках. Содержится в клетках сердечной мышцы, скелетной мускулатуры, головного мозга, щитовидной железы, легких. Наибольшее клиническое значение имеют следующие изоферменты (фракции) креатинкиназы: КК-МВ (по названию субъединиц молекулы; сердечный изофермент, изменяющийся при повреждении клеток миокарда), КК-ВВ (мозговой изофермент, отражающий патологию клеток головного мозга), КК-ММ (мышечный изофермент, находящийся в скелетных мышцах).
Повышение активности общей креатинкиназы наблюдается при повреждении любых вышеперечисленных клеток и поэтому не является специфичным. Наиболее часто значительное увеличение активности данного фермента отмечается при остром инфаркте миокарда (определение креатинкиназы, и особенно МВ-фракции, широко используется для ранней диагностики инфаркта миокарда, так как её повышение отмечается уже через 2-4 часа после острого болевого приступа; возврат показателя к норме происходит достаточно быстро (на 3-6 сутки), поэтому определение общей креатинкиназы в крови в более поздние сроки для диагностики инфаркта миокарда малоинформативно). Повышение активности креатинкиназы нередко наблюдается и при острых миокардитах, однако является не столь выраженным и держится значительно дольше, чем при инфаркте.
Высокая активность общей креатинкиназы нередко встречается при травматических повреждениях и заболеваниях скелетных мышц (например, при всех видах прогрессирующей мышечной дистрофии, миопатии, миодистрофии, дерматомиозите), а также при некоторых заболеваниях головного мозга, после хирургических операций, приема больших доз психотропных препаратов и алкоголя, при любых видах шока, гипотиреозе.
Снижение уровня креатинкиназы часто выявляется при повышенных показателях гормонов щитовидной железы в составе крови человека, исключением является только тиреоидная миопатия. При такой клинической картине, когда у пациента повышенные показатели гормонов щитовидной железы в составе крови, врачи устанавливают диагноз тиреотоксикоз. Тиреотоксикозом занимается врач эндокринолог. 

## Нормальные показатели для человека (Ед/л)
- мужские показатели от 0 до 6 месяцев <295
- мужские показатели от 7 до 12 месяцев <203
- мужские показатели от 1 до 3 лет <228
- мужские показатели от 4 до 6 лет <149
- мужские показатели от 7 до 12 лет <247
- мужские показатели от 13 до 17 лет <270
- мужские показатели от 18 до 90 лет <171
- женские показатели от 0 до 6 месяцев <295
- женские показатели от 7 до 12 месяцев <203
- женские показатели от 1 до 3 лет <228
- женские показатели от 4 до 6 лет <149
- женские показатели от 7 до 12 лет <154
- женские показатели от 13 до 17 лет <123
- женские показатели от 18 до 90 лет <145
- беременность от 1 до 36 недель <145

## Нормальные показатели для черепахи
Нормальное содержание креатинкиназы в крови черепахи составляет 490 ед/л.

## Нормальные показатели для домашних животных
Нормальное содержание креатинфосфокиназы в крови кошек: от 40 до 220 ед/л.
Нормальное содержание креатинфосфокиназы в крови собак: от 32 до 254 ед/л.

## Референсные значения
Риск инфаркта миокарда высок при трех случаях:
1. КФК мужчин > 190 Ед/л
2. КФК женщин > 167 Ед/л
3. КФК-МБ - 24 Ед/л